# Los Pueblos Deciden
Los Pueblos Deciden fue una coalición política española que se presentó a las elecciones al Parlamento Europeo de 2014. Estaba integrada por Euskal Herria Bildu (EH Bildu), Bloque Nacionalista Galego (BNG), Puyalón de Cuchas, Andecha Astur, Alternativa Nacionalista Canaria (ANC) y Unidad del Pueblo (UP). También recibió el apoyo de Euskal Herria Bai (EH Bai), formación del País Vasco francés que decidió no presentarse a estas elecciones, así como de Gorripidea, formación proveniente de Zutik.
La coalición se formó por organizaciones de izquierda independentista y nacionalista del País Vasco, Navarra, Galicia, Aragón, Asturias y Canarias con el objetivo común de lograr la autodeterminación dentro de España. El cabeza de lista fue Josu Juaristi de EH Bildu, seguido de Ana Miranda como representante del BNG. Asimismo, el escritor Suso de Toro figuraba en el puesto doce de la lista como independiente, dentro del cupo del BNG. En caso de obtener un único escaño, EH Bildu y BNG acordaron repartirse la legislatura en función de los votos aportados a la candidatura.
También se barajó la presencia en dicha coalición de Esquerra Republicana de Catalunya (ERC), que decidió presentar su propia candidatura junto con dos partidos minoritarios catalanes, y de la Candidatura d'Unitat Popular (CUP) y Nós-Unidade Popular, que finalmente declinaron presentarse a dicha cita electoral.

## Resultados

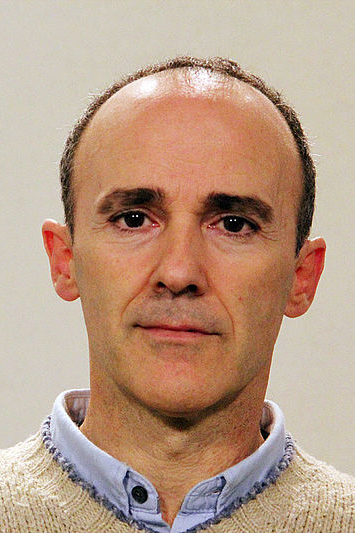
Josu Juaristi (EH Bildu) fue cabeza de lista de Los Pueblos Deciden.

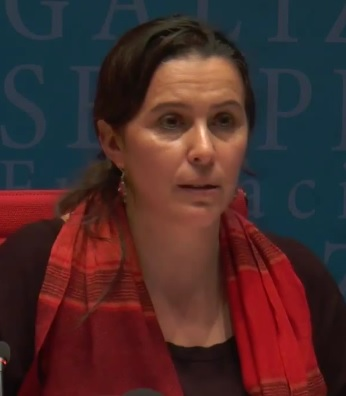
Ana Miranda Paz (BNG) fue la segunda candidata de la lista.

Los Pueblos Deciden obtuvo 326 464 votos (2,08 %) lo que le permitió obtener un eurodiputado. Los mejores resultados los obtuvo en el País Vasco y Navarra (comunidades autónomas donde fue la segunda fuerza más votada), así como en Galicia (donde fue la quinta). En función de los acuerdos adoptados por los partidos integrantes, el candidato de EH Bildu Josu Juaristi estuvo los primeros tres años y medio en el Parlamento y la candidata del BNG Ana Miranda el restante año y medio.
| Territorio           | Votos   | %       | Posición |
| -------------------- | ------- | ------- | -------- |
| Andalucía            | 2184    | 0,08 %  | < 10.º   |
| Aragón               | 1241    | 0,27 %  | < 10.º   |
| Asturias             | 1392    | 0,37 %  | < 10.º   |
| Canarias             | 3424    | 0,60 %  | < 10.º   |
| Cantabria            | 471     | 0,22 %  | < 10.º   |
| Castilla-La Mancha   | 529     | 0,07 %  | < 10.º   |
| Castilla y León      | 1358    | 0,14 %  | < 10.º   |
| Cataluña             | 7248    | 0,29 %  | < 10.º   |
| Ceuta                | 20      | 0,13 %  | < 10.º   |
| Comunidad Valenciana | 2081    | 0,12 %  | < 10.º   |
| Extremadura          | 229     | 0,06 %  | < 10.º   |
| Galicia              | 80 394  | 7,88 %  | 5.º      |
| Islas Baleares       | 924     | 0,34 %  | < 10.º   |
| La Rioja             | 212     | 0,18 %  | < 10.º   |
| Madrid               | 2570    | 0,12 %  | < 10º    |
| Melilla              | 9       | 0,06 %  | < 10.º   |
| Murcia               | 355     | 0,08 %  | < 10º    |
| Navarra              | 44 129  | 20,21 % | 2.º      |
| País Vasco           | 177 694 | 23,36 % | 2.º      |
| España               | 326 464 | 2,08 %  | 9.º      |

## Afiliación europea
A nivel europeo, tanto Aralar y Eusko Alkartasuna (integrados en EH Bildu), como el BNG son miembros de Alianza Libre Europea, formación europea integrada en el Parlamento Europeo en el Grupo de Los Verdes / Alianza Libre Europea. Los tres partidos se presentaron a las elecciones al Parlamento Europeo de 2009 en la coalición Europa de los Pueblos-Verdes.
Por su parte, Sortu (otro de los integrantes de EH Bildu) habría mostrado su preferencia por integrarse en el Parlamento Europeo en el Grupo de la Izquierda Unitaria (GUE-NGL), del que forman parte, entre otros, Izquierda Unida, el Partido Comunista Francés, Refundación Comunista, Die Linke, Sinn Féin, Syriza y Podemos, con Pablo Iglesias como candidato a presidente.
Finalmente Josu Juaristi se integró en dicho grupo, aunque anunció que también mantendría «una relación prioritaria» con el Grupo de Los Verdes-Alianza Libre Europea ya que cuenta con formaciones políticas que abogan por el derecho de autodeterminación. Posteriormente, cuando Ana Miranda tomó el relevo se integró en este último.

## Papeletas

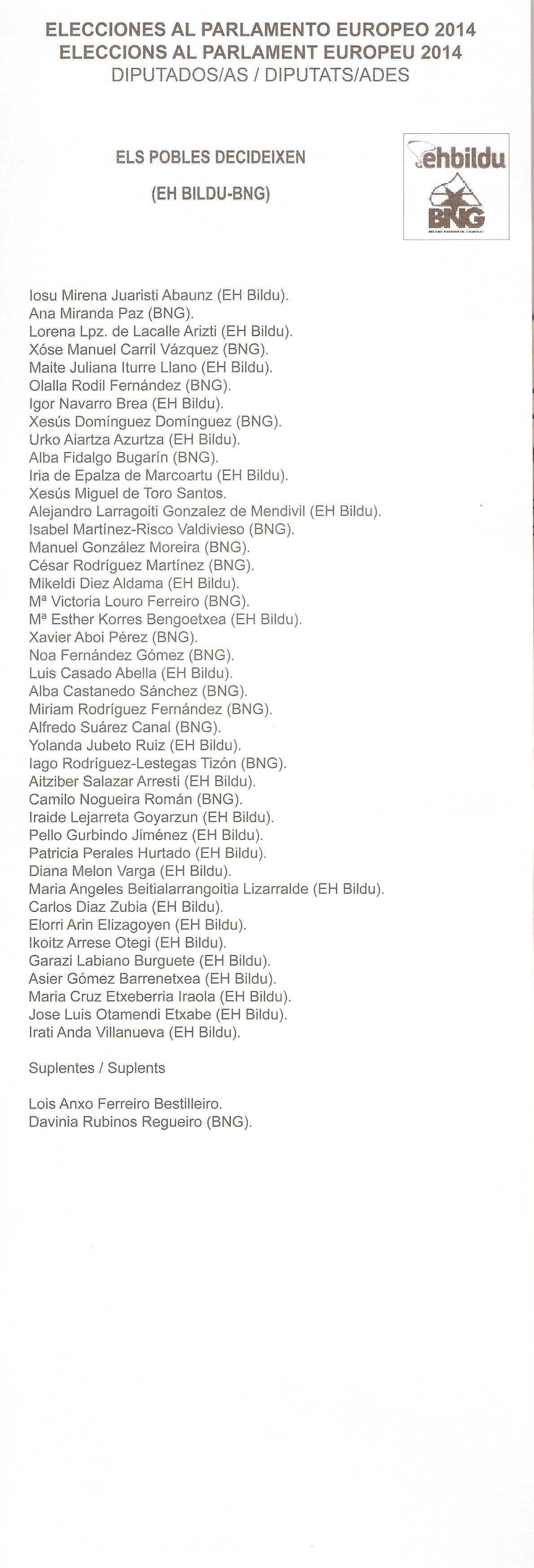
Papeleta electoral utilizada en Cataluña. Presenta los logos de EH Bildu y BNG.
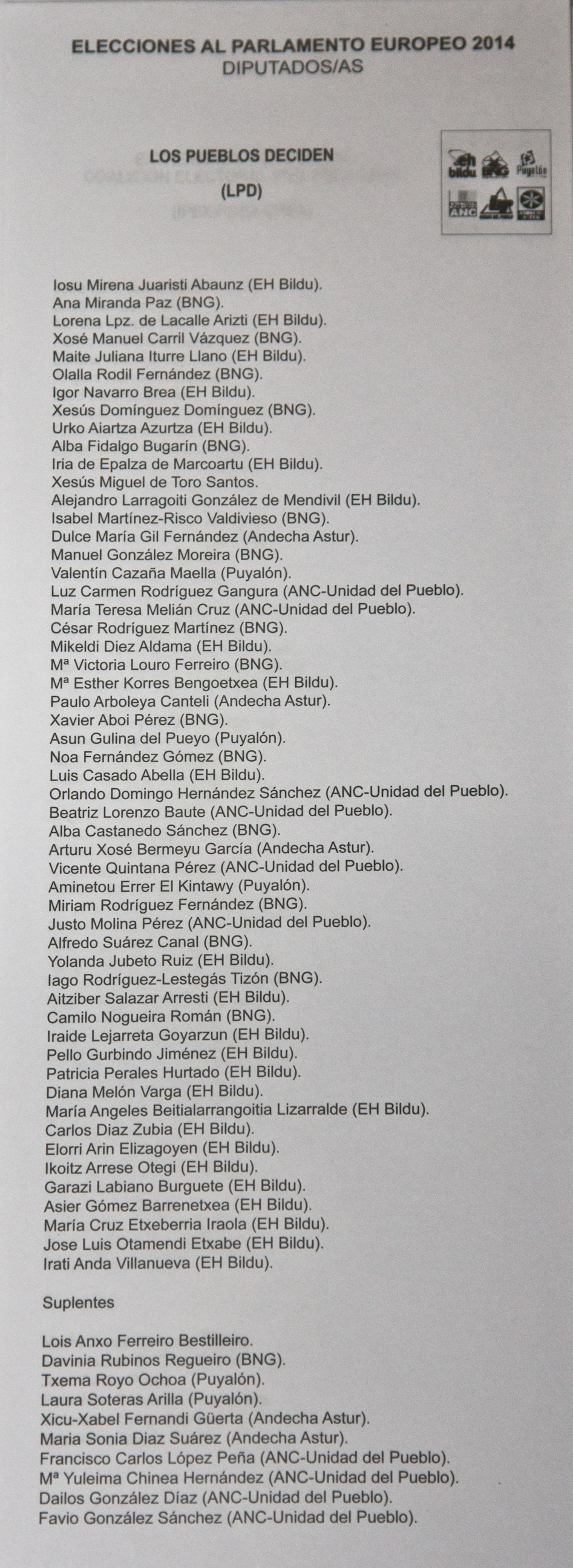
Papeleta electoral en la Comunidad de Madrid. Presenta los logos de seis partidos.